# Orthotrichum jetteae
Orthotrichum jetteae là một loài rêu trong họ Orthotrichaceae. Loài này được B.H. Allen mô tả khoa học đầu tiên năm 2002.